# Colliuris
Colliuris  (лат.) — род жуков-жужелиц из подсемейства харпалин. Для представителей данного рода характерны следующие признаки: 1) четвёртый членик лапок простой или немного выемчатый на вершине, 2) надкрылья со скошенной вершиной, из-за чего последний брюшной тергит не прикрыт.